# Royan - Le Verdon-sur-Mer

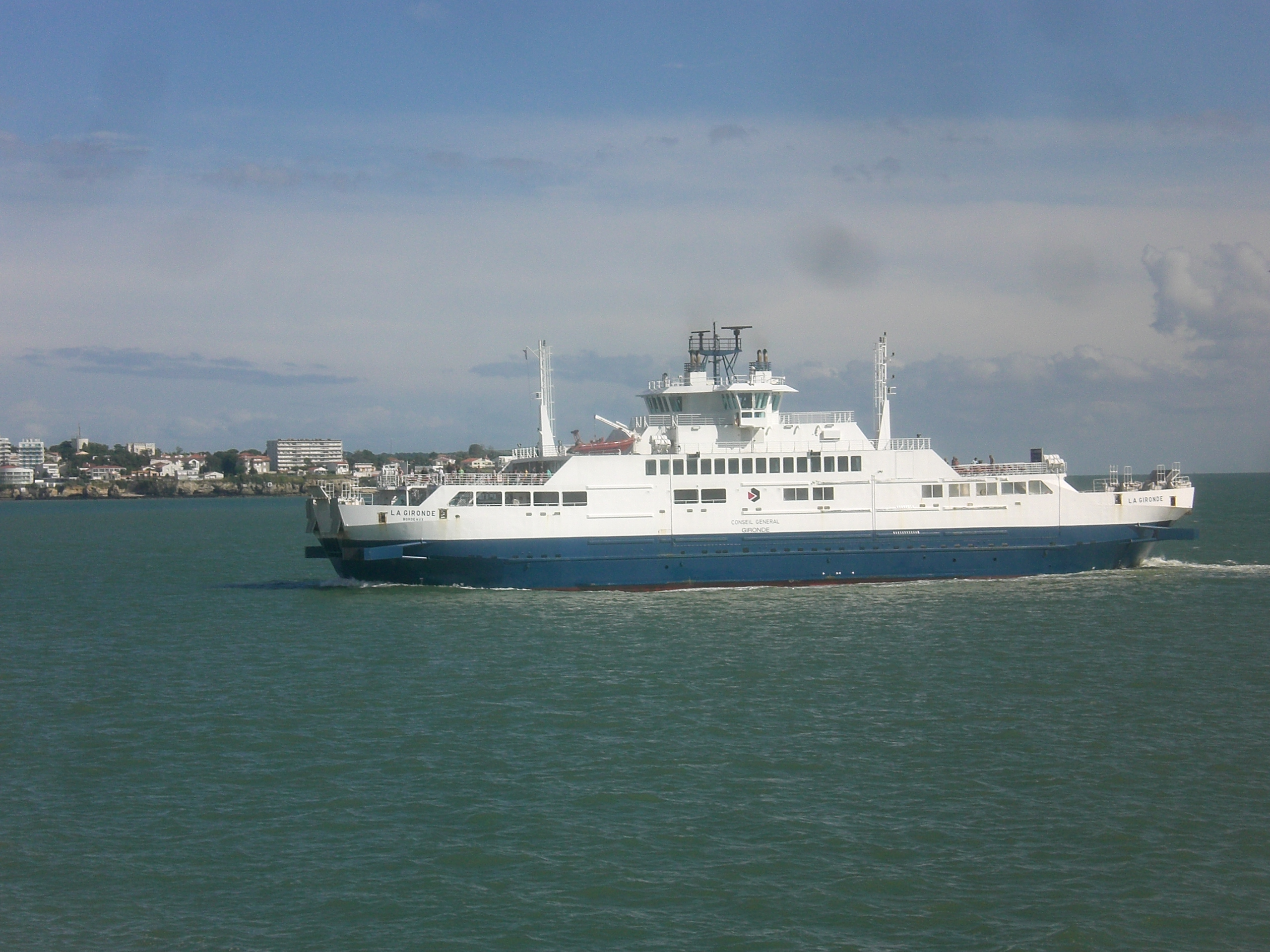
Veerboot in Royan op weg naar Le Verdon-sur-Mer

Royan - Le Verdon-sur-Mer  is een veerbootverbinding tussen Royan (Charente-Maritime) en Le Verdon-sur-Mer (Gironde). Deze veerdienst steekt de monding van de Gironde over, en voorkomt dat reizigers 150 kilometer, langs Bordeaux, moeten omrijden.
Er zijn twee boten in omvaart, met in het winterseizoen 8 vaarten per dag, en in het hoogseizoen tot meer dan 18 overvaarten. In het hoogseizoen kunnen er lange rijen staan, waardoor men soms wel twee uur moet wachten.
Naast de verbinding Royan-Le Verdon voorziet het departement ook in een oversteek tussen Blaye en Lamarque.